# Curciat-Dongalon
Curciat-Dongalon är en kommun i departementet Ain i regionen Auvergne-Rhône-Alpes i östra Frankrike. Kommunen ligger  i kantonen Saint-Trivier-de-Courtes som ligger i arrondissementet Bourg-en-Bresse. Kommunens areal är 23,94 km². År 2022 hade Curciat-Dongalon 462 invånare.

## Befolkningsutveckling
Antalet invånare i kommunen Curciat-Dongalon
Referens: INSEE